# Euchalcia variabilis
Euchalcia variabilis is een vlinder uit de familie uilen (Noctuidae). De wetenschappelijke naam is voor het eerst geldig gepubliceerd in 1783 door Piller.
De soort komt voor in Europa.